# Kolonizacija Amerike
Kolonizacija Amerike naziv je za niz događanja nakon otkrića Amerike 1492. godine 
(pri tome se misli na europsku kolonizaciju američkog kontinenta). Ipak, prvi Europljani koji su stupili na američko tlo bili su Vikinzi tijekom 11. stoljeća, koji su uspostavili i prve europske kolonije na tom kontinentu, odnosno na Grenlandu. Također su podigli naselje na području zvano Vinland, danas Newfoundland. Te nastambe opstale su nekoliko stoljeća, a tijekom tog vremena Vikinzi su održavali kontakt s Inuitima. Na kraju 15. stoljeća vikinške nastambe doživjele su slom.
Godine 1492. španjolska ekspedicija vođena Kristoforom Kolumbom doplovila je do sjevernoameričkog kontinenta, nakon čega Europljani sve više naseljuju novootkriveni kontinent. Prvo su naseljavali područja Karipskog mora (s otocima Hispaniola, Puerto Rico i Kuba), a početkom 16. stoljeća kopnene dijelove Južne i Sjeverne Amerike. U 19. stoljeću 50 milijuna ljudi napustilo je svoje domove u Europi putujući prema zapadu.